# 檜室英子
檜室英子（ひむろ えいこ、1965年5月6日-）は、熊本放送（RKK）の元社員で、元同局アナウンサー。

## 来歴・人物
熊本市出身、熊本県立済々黌高等学校、熊本県立女子大学（現：熊本県立大学）卒業。1988年RKKに入社。
2014年3月迄アナウンサーを務めていたが、同年4月に報道部に異動。現在は報道記者として活躍している。
星座はおうし座。
座右の銘は「隗より始めよ」。

## アナウンサー時代の担当番組

### テレビ
- せい太郎のざぁーっとサタデー
- RKKニュースキャッチャー

等

### ラジオ
- 僕ら中三学習ルーム
- おじさまん'sクラブ
- そうだ、税理士に聞こう!
- とんでるワイド 大田黒浩一のきょうも元気!
- さしより熊本うまかもん
- 歌のない歌謡曲（担当時1999年10月1日までは『奥田圭のハイ圭！朝です』→1999年10月4日以降は『原武博之シャキっとモーニング』内で放送）
- 小松士郎のラジオのたまご（火曜パーソナリティー）
- YES!マイドクター
- RKK開局60周年記念番組「くまもと まるっと見てあ～る記！」

等多数